# Gran Premio de Bélgica de Motociclismo de 1970
El Gran Premio de Bélgica de Motociclismo de 1970 fue la sexta prueba de la temporada 1970 del Campeonato Mundial de Motociclismo. El Gran Premio se disputó el 5 de julio de 1970 en el Circuito de Spa. Este era el Gran Premio número 200 de la historia del Mundial.

## Resultados 500cc
En la categoría reina, la pista mojada parecía favorecer a favor del francés Christian Ravel. Con su Kawasaki H1 500 Mach III logró mantener el segundo lugar a lo largo de la carrera, por supuesto detrás de Giacomo Agostini (MV Agusta), que había ganado todos los GP anteriores hasta la fecha. Ravel incluso tuvo que hacer una parada en boxes inesperada para repostar, pero tenía una ventaja tan grande sobre el resto que no le costó una posición. Hubo muchas caídas, incluida la de Karl Auer (Matchless), quien, sin embargo, logró mantener su tercer lugar. Debido a la caída, Tommy Robb (Seeley) se había acercado tanto que logró adelantar a Auer justo antes del final. Agostini ganó su sexta victoria de 500cc y ahora se había vuelto inalcanzable en la clasificación mundial.
| Pos.    | Piloto            | Moto          | Tiempo     | Pts. |
| ------- | ----------------- | ------------- | ---------- | ---- |
| 1       | Giacomo Agostini  | MV Agusta     | 1h 01' 31" | 15   |
| 2       | Christian Ravel   | Kawasaki      | +3' 05"    | 12   |
| 3       | Tommy Robb        | Seeley        | +3' 43"    | 10   |
| 4       | Karl Auer         | Matchless     | +3' 43"    | 8    |
| 5       | Lewis Young       | Honda         | +4' 12"    | 6    |
| 6       | Terry Dennehy     | Drixton-Honda | +4' 23"    | 5    |
| 7       | Ernst Hiller      | Kawasaki      | +4' 33"    | 4    |
| 8       | Martti Pesonen    | Yamaha        | +4' 33"    | 3    |
| 9       | Ron Chandler      | Seeley        | +4' 39"    | 2    |
| 10      | Steve Ellis       | LinTo         | +1 Vuelta  | 1    |
| 11      | Godfrey Nash      | Tickle-Norton | +1 Vuelta  |      |
| 12      | Dave Simmonds     | Kawasaki      | +1 Vuelta  |      |
| 13      | Eric Offenstadt   | Kawasaki      | +1 Vuelta  |      |
| 14      | Billy Andersson   | Crescent      | +1 Vuelta  |      |
| 15      | Serge Jamsin      | Norton        | +1 Vuelta  |      |
| 16      | Ginger Molloy     | Kawasaki      | +2 Vueltas |      |
| Ret     | Alberto Pagani    | LinTo         | Ret        |      |
| Ret     | Theo Louwes       | Kawasaki      | Ret        |      |
| Ret     | Gyula Marsovszky  | LinTo         | Ret        |      |
| Ret     | Percy Tait        | Triumph       | Ret        |      |
| Ret     | John Dodds        | LinTo         | Ret        |      |
| Ret     | Billie Nelson     | Paton         | Ret        |      |
| Ret     | František Šťastný | Jawa          | Ret        |      |
| Ret     | Jack Findlay      | Seeley        | Ret        |      |
| Ret     | Bosse Granath     | Husqvarna     | Ret        |      |
| DNQ     | Gilberto Milani   | Aermacchi     | DNQ        |      |
| DNQ     | Karl Hoppe        | URS Fath      | DNQ        |      |
| DNQ     | Walter Scheimann  | Yamaha        | DNQ        |      |
| DNQ     | Roberto Gallina   | Paton         | DNQ        |      |
| DNQ     | Guy Cooremans     | Norton        | DNQ        |      |
| DNQ     | Dave Browning     | Yamaha        | DNQ        |      |
| DNQ     | Stuart Graham     | Shepherd      | DNQ        |      |
| DNQ     | Peter Williams    | Matchless     | DNQ        |      |
| DNQ     | Alan Barnett      | Seeley        | DNQ        |      |
| Fuente: |                   |               |            |      |

## Resultados 250cc
La pista aún estaba húmeda y eso lo convirtió en una carrera emocionante, con Kel Carruthers y Rodney Gould (ambos Yamaha) luchando por el primer lugar hasta la última vuelta. Detrás de ellos, la lucha por el podio era igual de emocionante entre Jarno Saarinen y Börje Jansson. En la vuelta final, la Yamaha de Carruthers comenzó a saltar y casi fue superado por Saarinen y Jansson, pero logró mantener el segundo lugar.
| Pos. | Piloto            | Moto      | Tiempo    | Pts. |
| ---- | ----------------- | --------- | --------- | ---- |
| 1    | Rodney Gould      | Yamaha    | 39' 21" 4 | 15   |
| 2    | Kelvin Carruthers | Yamaha    | +15" 3    | 12   |
| 3    | Börje Jansson     | Yamaha    | +17" 4    | 10   |
| 4    | Jarno Saarinen    | Yamaha    | +18" 3    | 8    |
| 5    | Kent Andersson    | Yamaha    | +35" 5    | 6    |
| 6    | László Szabó      | MZ        | +37" 1    | 5    |
| 7    | Bosse Granath     | Yamaha    | +56" 3    | 4    |
| 8    | Chas Mortimer     | Yamaha    | +1' 35" 5 | 3    |
| 9    | Toni Gruber       | Yamaha    | +2' 32" 5 | 2    |
| 10   | Oronzo Memola     | Yamaha    | +2' 42"   | 1    |
| 11   | Billie Nelson     | Yamaha    | +3' 07" 9 |      |
| 12   | Ginger Molloy     | Bultaco   | +3' 31" 1 |      |
| 13   | Lothar John       | Yamaha    | +1 Vuelta |      |
| 14   | Jean Auréal       | Yamaha    | +1 Vuelta |      |
| Ret  | Dieter Braun      | MZ        | Ret       |      |
| Ret  | Eric Offenstadt   | Aermacchi | Ret       |      |

## Resultados 125cc
En 125 cc, Dave Simmonds y Dieter Braun permanecieron cerca de Ángel Nieto por un corto tiempo, pero Braun se retiró con una inflamación involuntaria y luego Nieto rápidamente comenzó a tomar distancia de Simmonds. Fue una carrera aburrida, en la que Börje Jansson con el monocilíndrico refrigerado por agua Maico quedó en tercer lugar.
| Pos. | Piloto              | Moto      | Tiempo     | Pts. |
| ---- | ------------------- | --------- | ---------- | ---- |
| 1    | Ángel Nieto         | Derbi     | 36' 23"    | 15   |
| 2    | Dave Simmonds       | Kawasaki  | +18" 2     | 12   |
| 3    | Börje Jansson       | Maico     | +50" 3     | 10   |
| 4    | Toni Gruber         | Maico     | +3' 15" 8  | 8    |
| 5    | Jean-Louis Pasquier | Bultaco   | +3' 21"    | 6    |
| 6    | Chas Mortimer       | Villa     |            | 5    |
| 7    | John Dodds          | Aermacchi |            | 4    |
| 8    | Ryszard Mankiewicz  | MZ        |            | 3    |
| 9    | Walter Scheimann    | Villa     |            | 2    |
| 10   | Walter Villa        | Villa     | +5' 26"    | 1    |
| 11   | Steve Ellis         | Yamaha    |            |      |
| 12   | Siegfried Lohmann   | MZ        |            |      |
| 13   | José Medrano        | Bultaco   | + 1 Vuelta |      |
| 14   | Yves Le Toumelin    | Maico     | + 1 Vuelta |      |
| 15   | Marcel Toussaint    | Maico     | + 1 Vuelta |      |
| 16   | Lothar John         | Yamaha    | +1 Vuelta  |      |
| Ret  | Jean Auréal         | Yamaha    | Ret        |      |
| Ret  | Dieter Braun        | MZ        | Ret        |      |
| Ret  | László Szabó        | MZ        | Ret        |      |
| Ret  | Aalt Toersen        | Suzuki    | Ret        |      |
| Ret  | Cees van Dongen     | Yamaha    | Ret        |      |

## Resultados 50cc
En 50cc, el circuito se empapó durante la carrera. Pero esa no fue la razón por la que Ángel Nieto (Derbi) fuera derrotado sino por la superiroridad de la Jamathi de Aalt Toersen. Jos Schurgers quedó en tercer lugar con Van Veen-Kreidler. Al principio, Martin Mijwaart era la moto más rápida, pero al comienzo de la segunda vuelta Schurgers le quitó el liderazgo. Aalt Toersen todavía se estaba recuperando de un mal comienzo y estaba en el siguiente grupo con Salvador Cañellas (Derbi), Nieto y Jan de Vries. La máquina de Mijwaart no alcanzó la temperatura debido al clima frío y lentamente retrocedió. En la vuelta final, Toersen se distanció de Nieto.
| Pos. | Piloto               | Moto       | Tiempo      | Pts. |
| ---- | -------------------- | ---------- | ----------- | ---- |
| 1    | Aalt Toersen         | Jamathi    | 23' 21" 3   | 15   |
| 2    | Ángel Nieto          | Derbi      | +6" 7       | 12   |
| 3    | Jos Schurgers        | Kreidler   | +27" 1      | 10   |
| 4    | Salvador Cañellas    | Derbi      | +32" 6      | 8    |
| 5    | Martin Mijwaart      | Jamathi    | +57" 8      | 6    |
| 6    | Jan de Vries         | Kreidler   | +1' 05" 8   | 5    |
| 7    | Rudolf Kunz          | Kreidler   |             | 4    |
| 8    | Cees van Dongen      | Kreidler   |             | 3    |
| 9    | André Millard        | Kreidler   |             | 2    |
| 10   | Franco Ringhini      | Morbidelli |             | 1    |
| 11   | François Moisson     | Kreidler   |             |      |
| 12   | Jean-Louis Pasquier  | Derbi      |             |      |
| 13   | Bernard Hausel       | Kreidler   |             |      |
| 14   | Oronzo Memola        | Kreidler   |             |      |
| 15   | Jacques Bernard      | Garelli    |             |      |
| 16   | Françis Hollebecq    | Kreidler   |             |      |
| 17   | Siegfried Lohmann    | Kreidler   |             |      |
| 18   | Guy Muyters          | Kreidler   |             |      |
| 19   | Ryszard Mankiewicz   | Kreidler   | + 3 Vueltas |      |
| 20   | Julien van Zeebroeck | Kreidler   | + 3 Vueltas |      |
| 21   | Yves Le Toumelin     | Kreidler   | + 3 Vueltas |      |
| Ret  | Gilberto Parlotti    | Tomos      | Ret         |      |